# Broken arrow (Buffalo Springfield)
Broken arrow, oorspronkelijk geschreven als Down down down, is een lied van Buffalo Springfield dat werd geschreven door Neil Young. Broken arrow verscheen op het tweede album van de band, Buffalo Springfield again genaamd. Het nummer werd in augustus 1967 opgenomen en het album werd in november uitgegeven. Decennia later gebruikte Young de titel van het lied nog eens als naamgever van het album Broken arrow (1996) dat hij met Crazy Horse uitbracht.
Het oorspronkelijke lied Down down down werd opgenomen in september 1966 maar kwam op naam van Buffalo Springfield niet eerder uit tot het gehele repertoire verscheen op Box set (2001). Wel kwam het tussendoor uit op albums in andere samenstellingen, zoals van Crosby, Stills, Nash and Young op Déjà vu (1970) en op verschillende life- en verzamelalbums van Neil Young. Broken arrow daarentegen verscheen in de loop van de jaren op ten minste zeven albums van Buffalo Springfield en daarnaast ook nog op vier van Neil Young.
Van Down down down zijn geen covers bekend. Van Broken arrow verschenen er enkele, zoals op een album van de Canadese zangeres Kate Rogers (Seconds, 2005) en in een muziekvideo door de Amerikaanse band Wilco (A MusiCares tribute to Neil Young, 2011).
Een gebroken pijl (broken arrow) was een symbool van indianen voor vrede. De ranch waar Neil Young woont heeft hij omgedoopt naar de Broken Arrow Ranch.